# Port lotniczy Assab
Port lotniczy Assab (IATA: ASA, ICAO: HHSB) – międzynarodowy port lotniczy położony w Assab. Jest trzecim co do wielkości portem lotniczym w Erytrei.

## Linie lotnicze i połączenia
| Linia Lotnicza    | Kierunek                 |
| ----------------- | ------------------------ |
| Eritrean Airlines | 1. Addis Abeba 2. Asmara |